# Libanesiska kommunistpartiet
Libanesiska kommunistpartiet (LCP), (Parti Communiste Libanais, الـحـزب الشـيـوعـي اللبـنـانـي hizbu-sh-shuy‘uī-l-lubnānī) är ett marxistiskt demokratiskt socialistparti i Libanon grundat 1924 av den libanesiske intellektuelle, författaren och journalisten Farajallah el Helou (1906-1959). 
Partiet är ett av de äldsta partierna som spänner över hela befolkningen och inte enbart till religiösa eller etniska grupper. 
Partiet hade föga framgång under de två första decennierna av libanesiskt oberoende. 1943 deltog det i valet dock utan att få representation i parlamentet. 1947 gav det sig på ett nytt försök dock med samma resultat. 1950-talet präglades av en otydlig hållning i den panarabiska frågan och förhållandet till nasserismen varför stödet för partiet reducerades. Under 1958 års uppror var partiet aktivt i kampen mot regeringen. Efter att ha gått under jord beslutade sig partiet 1965 för att avsluta isoleringen och bli medlem i Fronten för progressiva partier och nationella krafter som senare utvecklades till Libanesiska nationella rörelsen ledd av vänsterdrusledaren Kamal Jumblatt.
Under 1970-talet präglades partiet av en frodig återupphämtning och Kamal Jumblatt legaliserade partiet i egenskap av inrikesminister. Partiets roll växte med de eskalerande oroligheterna i landet och det fick en stor roll i inbördeskriget där det som allierad med palestinska grupper deltog i stridigheterna under enhetsfronter av huvudsakligen muslimsk karaktär trots kristen (i huvudsak grekisk-ortodox och assyrisk) dominans i partiet. De hade en vältränad milis kallad Folkets armé. 
I början av 1980-talet avrättades 50 stycken medlemmar av den Tripolibaserade sunni-islamistiska Tawhid-rörelsen. I slutet av 1980-talet deltog de tillsammans med Drusiska progressiva socialistpartiet i veckolånga strider mot Amals shiamuslimska milis i västra Beirut, en konflikt som avbröts av syriska trupper. 
Samma år (1987) höll partiet sin femte kongress som uteslöt sin grekisk-ortodoxe partiledare George Hawi för att istället föra fram Karim Murrawwah som var av shiamuslimskt ursprung. Murrawwah kom att bli partiets mest inflytelserika ledare med många kontakter bland de muslimska rörelserna trots rapporter om avrättningar av kommunister från sådant håll. 
Partiet deltog sida vid sida med Hizbollah i striderna mot den israeliska armén år 2006.